# Ургала
Ургала (баш. Урғалы) — село в Белокатайском районе Республики Башкортостан Российской Федерации. Административный центр Ургалинского сельсовета.

## Название
До 2007 года — село станции Ургала.

## География
Находится на северо-востоке республики, в юго-восточной части района, вблизи административной границы с Челябинской областью, в долине реки Большая Ургала при впадении её притока реки Асыелга. К селу с запада примыкает деревня Морозовка.

## История
Ургала образована в результате слияния в 1977 году одноимённой станции железной дороги и деревни Есаулово, образованного в 1837 году башкирами 6-го кантона (Челябинский уезд), отказавшимися поступать в Оренбургское казачье войско и переселившимися на земли айлинцев.
До 10 сентября 2007 года — село станции Ургала

## Население
| 2002 | 2009  | 2010  |
| ---- | ----- | ----- |
| 1736 | ↗1911 | ↘1672 |

Национальный состав
Преобладающее население — башкиры, татары, русские.

## Инфраструктура
СПК — колхоз им. Калинина, Ургалинское ЛПУМГ ООО «Газпром трансгаз Уфа», Ургалинское лесничество, одна средняя и две начальных школы, два детских сада, спортивно-оздоровительный комплекс «Газовик», дом культуры, библиотека, отделение почтовой связи № 452570, социальный приют для детей, участковая больница, магазины, кафе, каток.
Мечеть «Ихлас»

## Транспорт
Автобусное сообщение с райцентром. Остановка общественного транспорта «Ургала».
Непассажирская станция разъезд Ургала.